# Австралійський національний морський музей
Австралійський національний морський музей (АНММ) (англ. Australian National Maritime Museum (ANMM)) — морський музей, розташований у місті Сідней (штат Новий Південний Уельс, Австралія).
Австралійський національний морський музей — один з шести музеїв, що управляються безпосередньо Федеральним урядом (інші п'ять — Австралійський військовий меморіал, Національний музей Австралії, Національна галерея Австралії, Національна портретна галерея Австралії і Квестакон) та єдиний, що знаходиться за межами Австралійської столичної території.

## Історія
У червні 1985 року федеральний уряд оголосив про плани створення національного музею з акцентом на морську історію Австралії і залежність країни від моря.
Проєкт будівлі музею був розроблений Філіпом Коксом. Планувалося відкрити музей у 1988 році до 200-річчя Австралії, але через затримки під час будівництва музей був відкритий лише 30 листопада 1991 року.

## Галерея

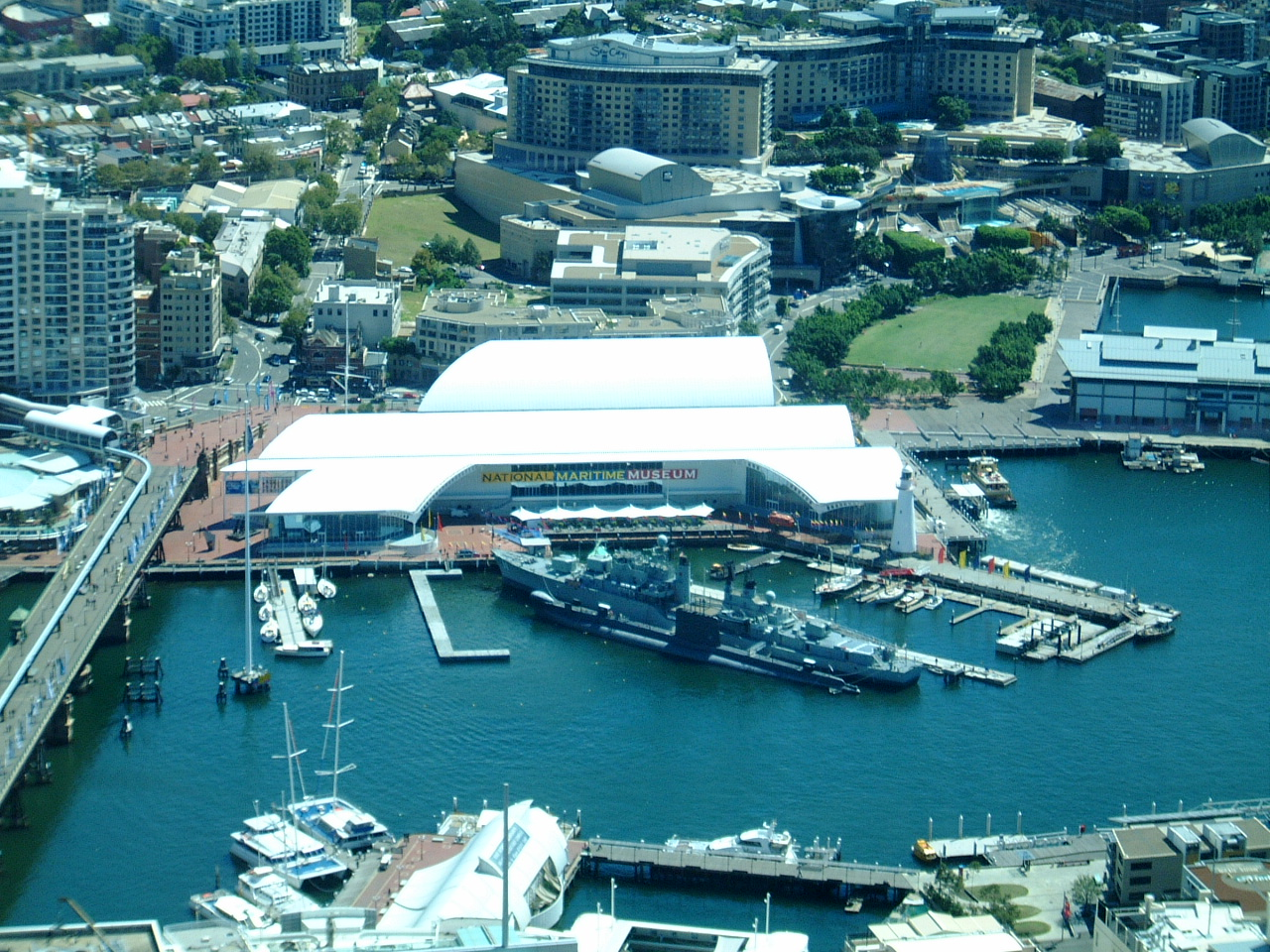
Вид на музей з телевізійної вежі Сіднея
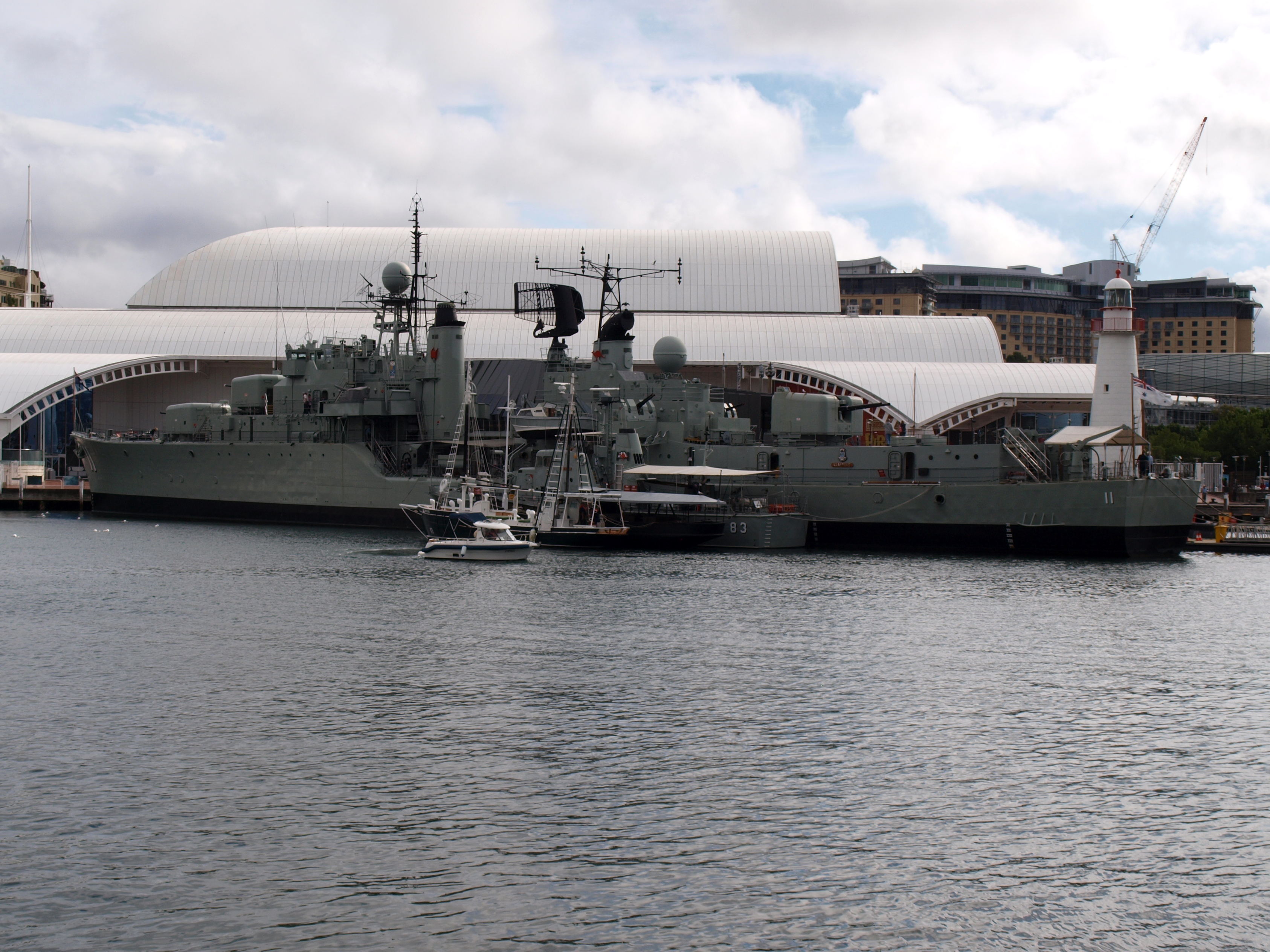
Кораблі біля причалу музею
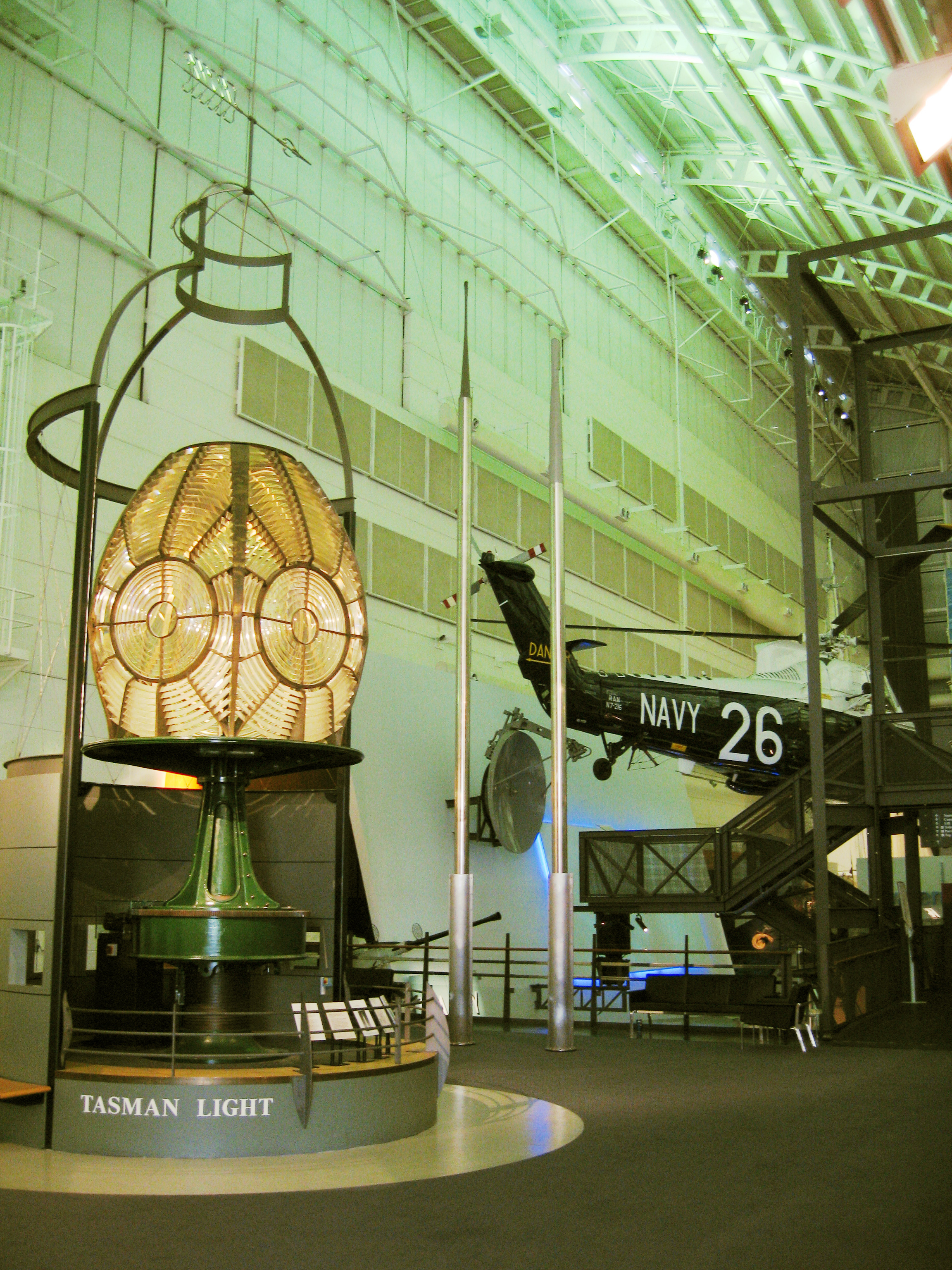
Оригінальні лінзи з маяка на острові Тасманія. На задньому плані вертоліт Westland Wessex